# ところてん

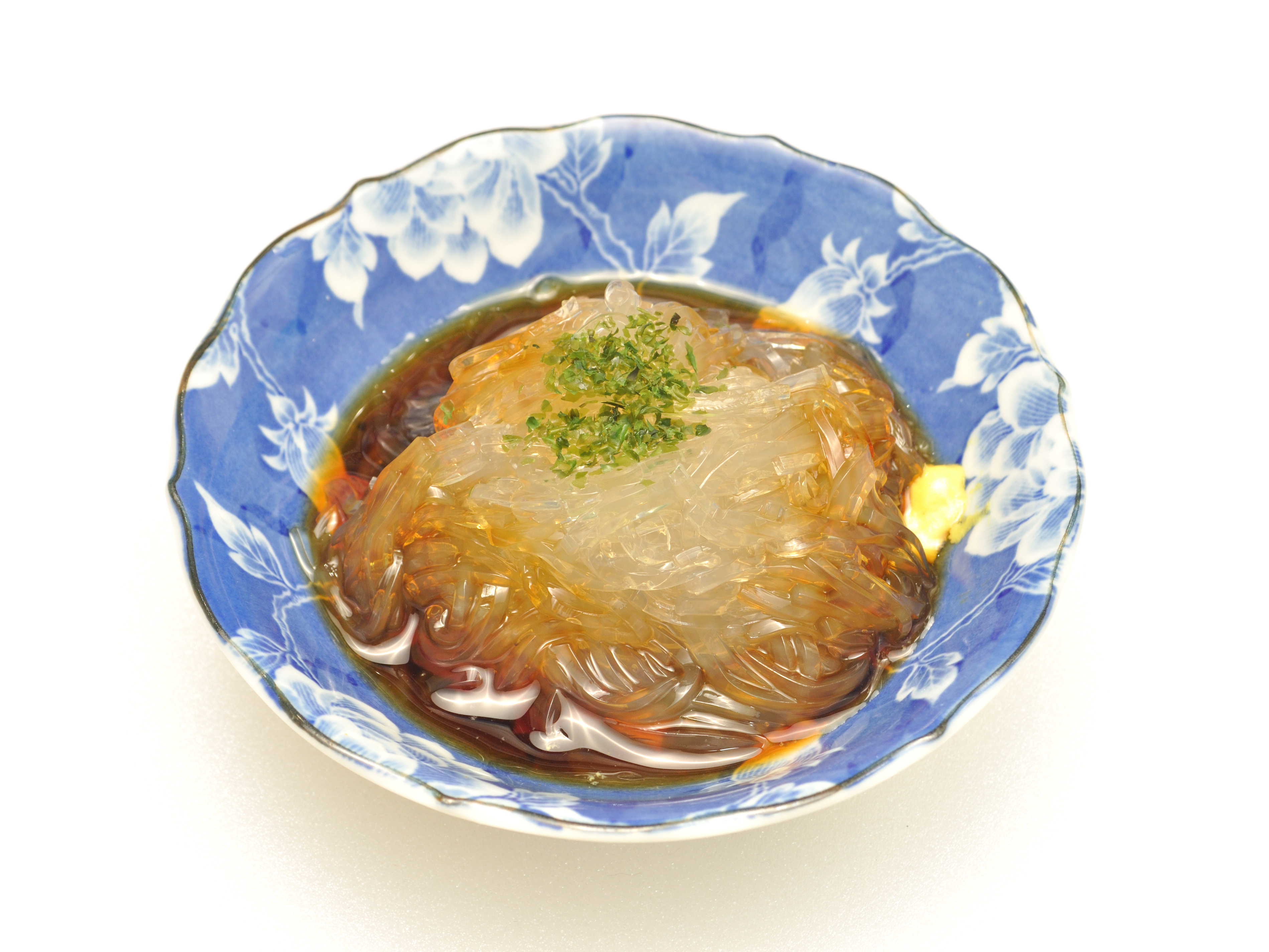
細い糸状に切ったところてん

ところてん（心太または心天、瓊脂）は、テングサやオゴノリなどの紅藻類をゆでて煮溶かし、発生した寒天質を冷まして固めた食品。それを「天突き」とよばれる専用の器具を用いて、押し出しながら細い糸状（麺状）に切った形態が一般的である。
全体の98 - 99％が水分で、残りの成分のほとんどは多糖類（アガロース）である。3,6-アンヒドロ-L-ガラクトースとD-ガラクトース、各1分子が結合しアガロビオース1分子を生む。アガロビオースが多数重合した高分子物資が寒天物質である。ゲル状の物体であるが、ゼリーなどとは異なり表面はやや堅く感じられ、独特の口当たりがある。腸内で消化されないため栄養価はほとんどないが、食物繊維として整腸効果がある。
関東以北および中国地方以西では二杯酢あるいは三杯酢をかけた物に和辛子を添えて、関西では黒蜜をかけて単体又は果物などと共に、東海地方では箸一本で、主に三杯酢をかけた物にゴマを添えて食べるのが一般的とされる。また、醤油系のタレなどで食べる地方もある。
夏の食べ物である。北海道、北東北では盆のお供え物として、また夏場のもてなし菓子、間食として自作した。テングサを煮るときにヤマブドウなどすっぱいものを一緒に煮て固めたという。
ところてんを戸外で凍結乾燥させたものが寒天である。

## 製法

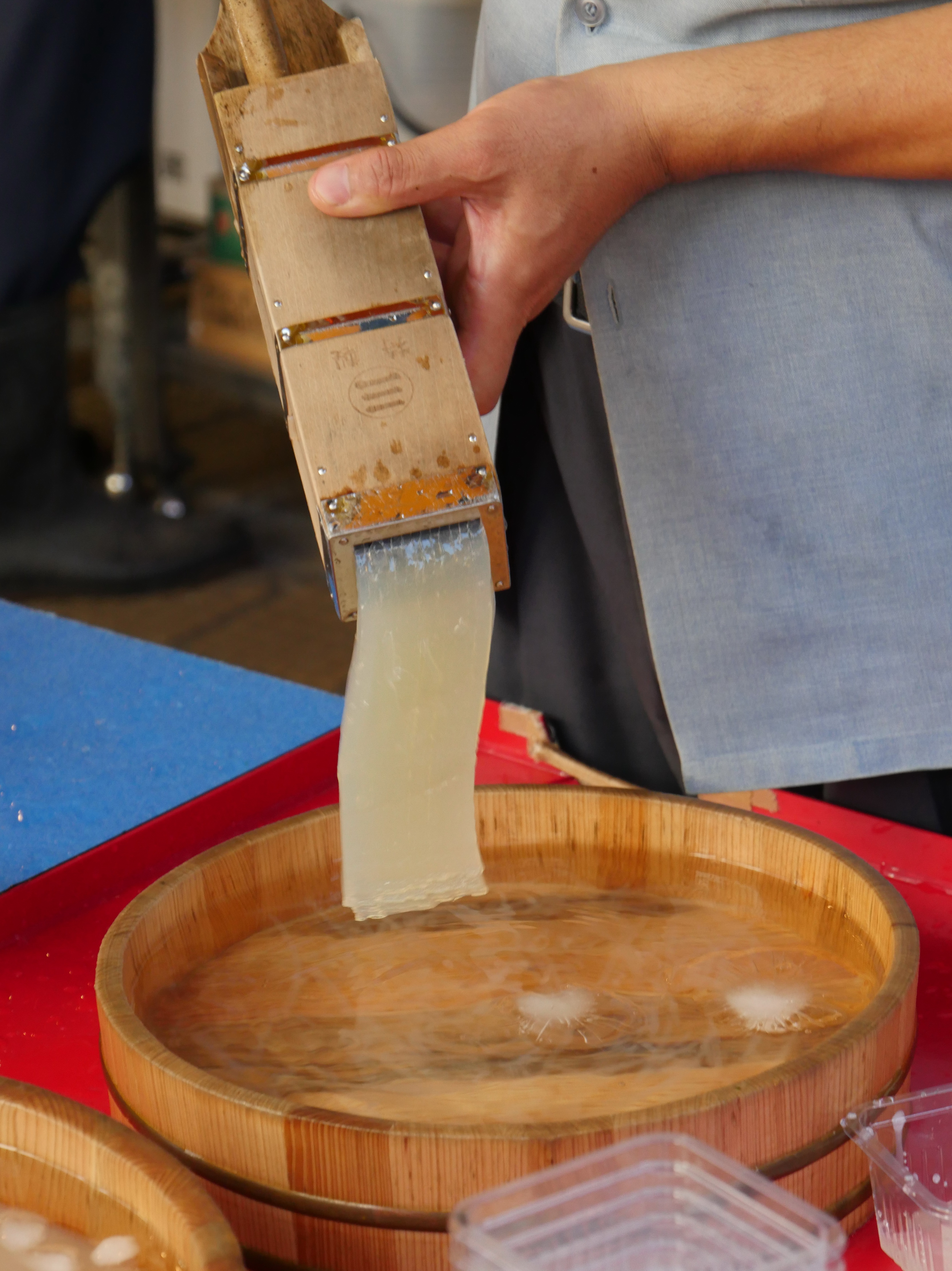
天突きで押し出されるところてん

1. テングサを天日に干し、洗浄する。これをテングサの色が白くなるまで数回繰り返す。この後1年程度冷暗所で保管する。
2. 大きめの鍋に上記のテングサを入れ、水をテングサがつかる程度まで入れ、沸騰させる。沸騰後は弱火にて1時間程度煮る。
3. 布などで濾して、不純物を取り除き、バットなどの容器に移し替える。
4. 容器に移し替えた後、3時間程度、自然に放熱させ、固める（冷蔵庫では失敗しやすい）。
5. 天突きで突いて（無ければ包丁などで細長く切って）完成。

海藻を煮て濾すとところてん液が得られるが、これが寒天ゾルである。室温で冷却すると寒天ゲルを得る。

## 歴史
海草を煮たスープを放置したところ偶然にできた産物と考えられ、かなりの歴史があると思われる。海藻を煮て固める手法は南アジアから南洋に広く分布していることから、ルーツはインドネシアなどの南洋と考えられる。テングサ及びトコロテンを指す agar はマレー語が語源である。
中村によると、日本には遣唐使によってもたらされた。
古くは正倉院の書物中に心天と記されていることから奈良時代にはすでにこころてんまたはところてんと呼ばれていたようである。
もともとは「凝海藻」と表記し「こるもは」と読ませた。「こる」とは「凝る」すなわち固まるの意味であり、「もは」とは藻葉であり、藻の異称である。
日本の文書に心太の読み方が初めて現れるのは、平安初期の『和名類聚抄』である。以下に引用する：

【大凝菜　本朝式　凝海藻
古留毛波　俗用心太二字、云古古呂布止】
（現代語訳：中国語で「大凝菜」と書き、日本の公式文書では凝海藻と書く。読み方は「こるもは」だが、俗に「心太」の二字を用い、こころふとと読む。）

もともとは万葉仮名四字で古留毛波と書くのが制式だが、その煩雑さが嫌われて心太と書いたものであろう。これが見た目の字面に引っ張られてココロフトと読まれるようになった。
室町時代の歌集にココロフトとココロテイが両方出てくるものが見られ、このことからココロテイはココロフテエから転訛したものである。

### 儀式としてのところてん
奈良時代、正倉院の木簡に記されている記録では御食国と呼ばれる地域からテングサを宮中に送った記録がある。節料として納められ、当時宮中における節気行事などに使用されていたことがうかがえる。

### 江戸時代のところてん
江戸時代には庶民の間食として好まれ、砂糖もしくは醤油をかけて食べられた。基本的にところてん売りによって売られた。ところてん売りの天秤棒は透かし格子にすることで涼感を演出した。値段は寛永通宝一文（現在の価格で25～40円）であった。
江戸のところてん売りは口上と曲芸を見せて売る「曲突き」を行うものもあった。曲亭馬琴の「近世流行商人狂哥絵図」には、天秤棒を担いだところてん売りが突き棒を背中に回してところてんを空中高く突き出し下で受け止めて客に出す図が描かれている。

二十番　曲突心太売　
サァ突きますぞ突きますぞ、音羽の滝の糸桜、ちらちら落つる星くだり、それ天上まで突き上げて、やんわり受け持ち、滑るは尻餅、しだれ柳にしだれ梅、さすも揃ふてきれぬを賞玩、アイアイ只今あげますあげます

### 俳句
俳句においては夏の季語のひとつである。
- 軒下の拵へ滝や心太　一茶
- 清滝の水汲ませてやところてん　芭蕉

## ところてんに関連する派生語・作品等

### 派生語
ところてん式（昇進など）
ところてんを天突きにより麺状に加工する際、次の塊により前の塊を押し出すことから、席の数などが決まっている場合に、後から入ってきたものに押し出されて、既に在ったものが自然と前へ進む様子を「ところてん式」と表現する。技術用語では「サイズが固定のFIFOの振る舞い」が相当する。
用例としては、かつて大相撲で、「大関の数は最大でも五人」（ただし、2012年5月場所、大相撲史上初めて六人の大関が在籍した例がある）という慣例があったことから、大関が五人いる状態で新大関が誕生したら「大関の誰かを横綱へ同時に昇進させないと六大関になってしまうから、（成績は満点とはいえないが）押し出されて新横綱になった」という揶揄の意味で、「ところてん式に横綱・大関同時昇進」といったように使われる。この例の場合は揶揄だが、この語に必ずしもそういった価値判断が含まれるわけではない。

### ところてんをモチーフとしたキャラクター
- ところ天の助（ボボボーボ・ボーボボ）
- えらぶくん（ことばのパズル もじぴったん）